# Ли, Василий Фёдорович
Васи́лий Фёдорович Ли, в Северной Корее — Ли Дон Хва, упоминается также как Ли Донг-хва (25 декабря 1901, Благословенное, Амурская область, Российская империя — 1981 год, Алма-Ата, Казахская ССР, СССР) — северокорейский государственный и военный деятель. Из корё-сарам. Ближайший соратник Ким Ир Сена. Генерал-майор медицинской службы Народной Армии Кореи. Депутат Верховного народного собрания КНДР (1948—1961).

## Биография
Родился в 1901 году в бедной крестьянской семье в селе Благословенное. В 1916 году окончил одноклассную церковно-приходскую школу, после чего до 1921 года обучался в Высшем начальном училище в родном селе. В феврале 1923 года по июнь 1924 года проходил службу в Красную Армию. С 1927 года — продавец, председатель правления «Общества потребителей». С 1929 года — студент медтехникума и с 1930 года — в Иркутском медицинском институте. В 1936 году после окончания медицинского института поступил в аспирантуру по хирургии в этом же институте. В 1937 году депортирован в Казахскую ССР. В 1939 году окончил своё обучение в аспирантуре.
В мае 1939 года призван в Красную Армию. Служил в филиале Читинского военного госпиталя во время боёв на Халгин-Голе. После демобилизации трудился ассистентом хирурга в хирургическом госпитале Иркутского медицинского института. В декабре 1941 года был призван в Красную Армию. Служил инструктором по спецпропаганде Политуправления Дальневосточного фронта. По направлению работал в селе Вятское с корейским партизанским отрядом, которым командовал Ким Ир Сен.
С сентября 1942 года — военврач третьего ранга, ординатор хирургического отделения Свободинского гарнизонного госпиталя, с мая 1944 по август 1945 года — начальник медико-санитарной службы 88-й отдельной стрелковой бригады. В состав этой же бригады входил партизанский отряд Ким Ир Сена. В октябре 1945 года вместе с Ким Ир Сеном отправился в Пхеньян, где занял должность заведующего орготдела ЦК Трудовой партии Кореи. Позднее — заместитель начальника департамента здравоохранения (1946—1948), первый заместитель министра здравоохранения КНДР, начальник медицинского отдела Народной Армии Кореи (1948—1950). После начала Корейской войны — начальник военно-медицинского управления НКА, генерал — майор (1950 — февраль 1961).
Неоднократно избирался депутатом Верховного народного собрания (1948—1961).
С февраля 1961 года — заместитель министра здравоохранения КНДР.
В 1962 году возвратился в СССР. Проживал в Алма-Ате, где трудился в Министерстве здравоохранения Казахской ССР.
Скончался в 1981 году. Похоронен в Алма-Ате.

## Награды
- Орден Государственного флага 1 — 3 степени
- Орден Свободы и Независимости
- Орден Красной Звезды